# Ike Shorunmu
Ikechukwu (Ike) Shorunmu (ur. 16 października 1967 w Lagos) – nigeryjski piłkarz  grający na pozycji bramkarza. Nosił przydomek „Ike Anobi”.

## Kariera klubowa
Shorunmu urodził się w Lagos i w tym też mieście zaczynał karierę w klubie Stationery Stores. W barwach tego klubu zadebiutował pod koniec lat 90. w nigeryjskiej ekstraklasie. W 1990 roku wywalczył z tym klubem Puchar Nigerii, a w 1992 roku mistrzostwo Nigerii. W stołecznym klubie grał do 1994 roku i wtedy to przeszedł do Concord FC. W klubie z miasta Abeokuta grał pół roku i w połowie roku został pierwszym bramkarzem zespołu Shooting Stars FC. W 1995 roku poprowadził swój zespół do sukcesów, jakimi było wywalczenie krajowego pucharu jak i zdobycie mistrzostwa Nigerii. Te sukcesy spowodowały, iż Shorunmu zainteresowano się w Europie.
Zimą 1996 roku został piłkarzem szwajcarskiego FC Basel. W drużynie z Bazylei nie udało mu się wywalczyć miejsca w składzie i nie zagrał ani jednego meczu, a pierwszym bramkarzem klubu był wówczas Stefan Huber. Po sezonie Shorunmu przeszedł do innej drużyny z ekstraklasy Szwajcarii, FC Zürich. Tam został pierwszym bramkarzem, a z czasem stawał się jednym z najlepszych graczy na tej pozycji w całej lidze. W sezonie 1996/1997 zadebiutował w końcu w Nationallidze A, 10 lipca w zremisowanym 1:1 meczu z FC Luzern. W sezonie tym zajął z FC Zürich 7. pozycję, grając w 31 meczach. Latem 1997 do zespołu trafił rodak Shorunmu i kolega z reprezentacji, Rashidi Yekini. Drużyna z oba Nigeryjczykami w składzie zajęła wysokie 4. miejsce dające awans do Pucharu UEFA. W sezonie 1998/1999 Shorunmu został wybrany najlepszym zagranicznym piłkarzem w Szwajcarii, pomimo tego, iż niemal połowę sezonu stracił z powodu leczenia kontuzji i zagrał tylko w 19 meczach. Przez kontuzję Ike’a klub z Zurychu zmuszony był wypożyczyć Marco Pascolo. Shorunmu nie brał udziału w zwycięstwach pucharowych nad Szachtarem Donieck i Celtikiem, ale wystąpił w dwumeczu trzeciej rundy z AS Roma, przegranym 0:1.
W 1999 za 2,4 miliona dolarów Shorunmu trafił do tureckiego Beşiktaş JK. Nie wywalczył jednak miejsca w składzie i na ogół był rezerwowym dla Fevzi Tuncaya. W pierwszym sezonie, w którym wywalczył ze stambulskim klubem wicemistrzostwo Turcji (zagrał w 10 meczach). W kolejnym – 2000/2001 – Ike grał już więcej. Zagrał w 23 meczach w lidze tureckiej, w której zajął z Besiktasem 4. miejsce oraz kilka meczów w Liga Mistrzów UEFA, w której Besiktas odpadł już po fazie grupowej.
Latem 2001 Shorunmu został zwolniony z klubu. Przez całe lato nie potrafił sobie znaleźć klubu i do końca roku trenował z drugoligowym już Shooting Stars. Dopiero w marcu 2002 Shorunmu podpisał kontrakt z FC Luzern, do którego ściągnął go jego trener z FC Zürich, Raimond Ponte. Do końca sezonu zagrał w 7 meczach klubu z Lucerny, a latem opuścił ten klub.
W sezonie 2002/2003 klubem Shorunmu był znów zespół z Turcji, tym razem Samsunspor. Był pierwszym bramkarzem tego klubu i odzyskał dawną formę. Zagrał w 24 meczach i zajął ze swoją drużyną 12. miejsce w lidze. W sezonie 2003/2004 zagrał w 23 meczach ligowych i pomógł drużynie w zajęciu wysokiej 7. pozycji, a rok później Shorunmu z klubem z miasta Samsun ukończył sezon ponownie na 12. miejscu (22 mecze Ike’a). Po sezonie opuścił jednak zespół i zmienił przynależność klubową na drugoligowy szwajcarski SC YF Juventus. Jednak po rozegraniu jednego meczu zdecydował się zakończyć piłkarską karierę w wieku 38 lat.
| Sezon   | Klub              | Kraj       | Rozgrywki                      | Mecze | Bramki |
| ------- | ----------------- | ---------- | ------------------------------ | ----- | ------ |
| 1990    | Stationery Stores | Nigeria    | Nigeria Premier League         | ?     | ?      |
| 1991    | Stationery Stores | Nigeria    | Nigeria Premier League         | ?     | ?      |
| 1992    | Stationery Stores | Nigeria    | Nigeria Premier League         | ?     | ?      |
| 1993    | Stationery Stores | Nigeria    | Nigeria Premier League         | ?     | ?      |
| 1994    | Concord FC        | Nigeria    | Nigeria Premier League         | ?     | ?      |
| 1994/95 | Shooting Stars FC | Nigeria    | Nigeria Premier League         | ?     | ?      |
| 1995/96 | Shooting Stars FC | Nigeria    | Nigeria Premier League         | ?     | ?      |
| 1996/97 | FC Zürich         | Szwajcaria | Swiss Super League             | 31    | 0      |
| 1997/98 | FC Zürich         | Szwajcaria | Swiss Super League             | 33    | 0      |
| 1998/99 | FC Zürich         | Szwajcaria | Swiss Super League             | 19    | 0      |
| 1999/00 | Beşiktaş JK       | Turcja     | Süper Lig                      | 10    | 0      |
| 2000/01 | Beşiktaş JK       | Turcja     | Süper Lig                      | 23    | 0      |
| 2001/02 | FC Luzern         | Szwajcaria | Swiss Super League             | 7     | 0      |
| 2002/03 | Samsunspor        | Turcja     | Süper Lig                      | 24    | 0      |
| 2003/04 | Samsunspor        | Turcja     | Süper Lig                      | 23    | 0      |
| 2004/05 | Samsunspor        | Turcja     | Süper Lig                      | 22    | 0      |
| 2005/06 | SC YF Juventus    | Szwajcaria | Challenge League               | 1     | 0      |
|         |                   |            | Łącznie w Axpo Super League    | 91    | 0      |
|         |                   |            | Łącznie w Tureckiej Superlidze | 102   | 0      |

## Kariera reprezentacyjna
Z reprezentacją Nigerii Shorunmu pierwszy raz miał styczność już w 1992 roku, gdy został powołany przez Clemensa Westerhofa na Puchar Narodów Afryki w Senegalu, jako rezerwowy dla Alloya Agu i Davida Ngodighi. Na tym turnieju nie zagrał jednak ani minuty. Z kadry wypadł na kilka lat i powrócił do niej w 1995, gdy został powołany przez Shaibu Amodu na turniej o nazwie US Cup. 17 czerwca zadebiutował w New Jersey w przegranym 0:1 meczu z Kolumbią zastępując w bramce etatowego reprezentanta, Petera Rufaia. W tym turnieju wystąpił także w kolejnym meczu, z Meksykiem (1:2).
W 1998 był bliski wyjazdu na Mistrzostwa Świata we Francji. Jednak ciągłe kontuzje spowodowały, że nie był w pełni sił i ostatecznie zamiast Shorunmu pojechali Rufai, Abiodun Baruwa i Willy Okpara.
W 2000 roku był bramkarzem Nigerii w Pucharze Narodów Afryki w Nigerii, na których Nigeryjczycy wywalczyli wicemistrzostwo kontynentu. Rok 2002 znów rozpoczął od Pucharu Narodów Afryki, tym razem odbywających się w Mali. W ćwierćfinałowym meczu z Ghaną (1:0) doznał wstrząsu mózgu i został zniesiony z boiska. Kilka dni później powrócił jednak na boisko, jednak jego zła dyspozycja zdrowotna była przyczyną puszczenia dwóch bramek w meczu z Senegalem w półfinałowym meczu. Z Nigerią zajął 3. miejsce w tym turnieju PNA. Na MŚ w Korei i Japonii Shorunmu był pierwszym bramkarzem. Wystąpił w meczach z Argentyną (0:1) oraz Szwecją (1:2). Słabsza dyspozycja spowodowała, że w następnym meczu z Anglią (0:0) bronił już Vincent Enyeama. Po słabym występie kadra z Shorunmu zajęła ostatnie miejsce w grupie z 1 punktem.
Ogółem w reprezentacji Nigerii Ike Shorunmu rozegrał 36 meczów.

## Sukcesy
- Mistrzostwo Nigerii: 1992 ze Stationery Stores, 1995 z Shooting Stars
- Puchar Nigerii: 1990 ze Stationery Stores, 1995 z Shooting Stars
- Wicemistrzostwo Turcji: 2000 z Besiktasem
- Udział w MŚ: 2002
- Wicemistrzostwo Afryki: 2000
- Brązowy medal PNA: 2002
- 36 meczów w reprezentacji Nigerii